# Zentralinstitut für Ernährung
Das Zentralinstitut für Ernährung war ein außeruniversitäres Forschungsinstitut der Akademie der Wissenschaften der DDR (AdW) mit Sitz in Bergholz-Rehbrücke, dessen Aufgabe die Forschung im Bereich der Ernährungswissenschaften war. Es entstand 1969/1970 aus dem seit 1957 bestehenden Institut für Ernährung, das durch Zusammenschluss des Instituts für Ernährungsforschung mit der Anstalt für Vitaminforschung gegründet worden war. Aus dem Institut ging 1992 das Deutsche Institut für Ernährungsforschung hervor.

## Geschichte

### Organisatorische Entwicklung

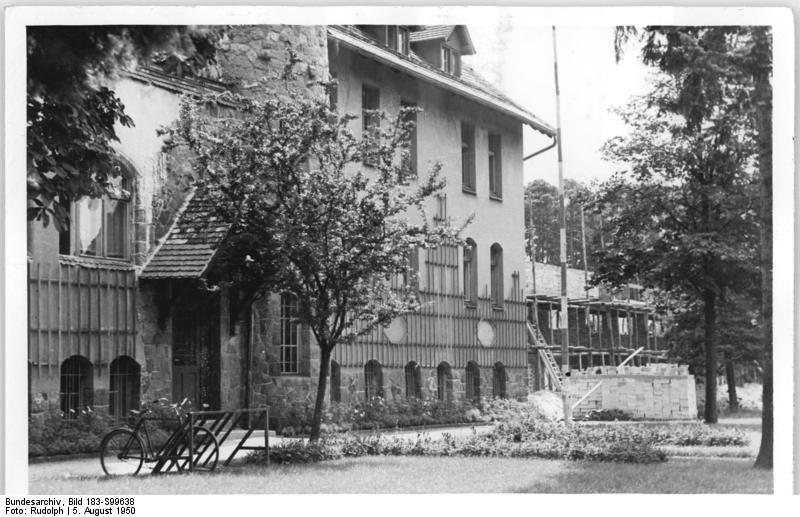
Institut für Ernährung und Verpflegungswissenschaft in Bergholz-Rehbrücke, 1950

Das Zentralinstitut für Ernährung entstand 1969/1970 aus dem Institut für Ernährung, das am 1. Juli 1957 durch Zusammenschluss des Instituts für Ernährungsforschung mit der Anstalt für Vitaminforschung gegründet worden war und seit seiner Gründung zur Forschungsgemeinschaft der Deutschen Akademie der Wissenschaften zu Berlin (DAW) gehörte.
Von den Vorläufereinrichtungen ging das Institut für Ernährungsforschung auf das am 10. Juni 1946 auf Befehl der Sowjetischen Militäradministration in Brandenburg geschaffene Institut für Ernährung zurück, das zunächst der Deutschen Zentralverwaltung für Handel und Versorgung zugeordnet war. Vier Jahre später wurde diese Einrichtung umbenannt in Institut für Ernährung und Verpflegungswissenschaft und dem Verantwortungsbereich des DDR-Ministeriums für Handel und Versorgung unterstellt, ab 1953 hieß es Institut für Ernährungsforschung und unterstand dem Ministerium für Lebensmittelindustrie.
Die Anstalt für Vitaminforschung war die Nachfolgeeinrichtung der Reichsanstalt für Vitaminprüfung und Vitaminforschung, die ab 1941 in Leipzig bestanden hatte und 1948 nach Bergholz-Rehbrücke bei Potsdam verlegt wurde.

### Aufgaben und Aktivitäten
Das Zentralinstitut für Ernährung widmete sich vielfältigen Aspekten der ernährungswissenschaftlichen Forschung und gehörte zum Forschungszentrum für Molekularbiologie und Medizin, dem Verbund der biowissenschaftlich und medizinisch orientierten Institute der Akademie. Im Sommer 1990 hatte es rund 525 Mitarbeiter. Zu den vom Institut herausgegebenen Veröffentlichungen zählten die Institutsberichte in der Schriftenreihe Ernährungsforschung sowie die Fachzeitschrift Die Nahrung.

### Direktoren
Als Gründungsdirektor des Instituts für Ernährung fungierte ab 1946 Wilhelm Ziegelmayer. Nach dessen Tod übernahm Carl Arthur Scheunert, der die Reichsanstalt für Vitaminprüfung und Vitaminforschung nach ihrer Gründung geleitet hatte und nach dem Ende des Zweiten Weltkrieges zunächst Professor an der Universität Gießen geworden war, 1951 die Leitung des Instituts für Ernährung und Verpflegungswissenschaft sowie ab Oktober des gleichen Jahres in Personalunion auch die Leitung der Anstalt für Vitaminforschung. Von 1957 bis 1962 leite Kurt Täufel das Institut, ihm folgte in den Jahren 1962/1963 kommissarisch der Leiter der mikrobiologischen Abteilung Heinrich Baumgärtner, bevor von 1964 bis 1981 Helmut Haenel Direktor war. Dessen Nachfolger Horst Schmandke fungierte bis zur politischen Wende in der Deutschen Demokratischen Republik. Von 1990 bis zur Auflösung des Instituts zum Ende des Jahres 1991 übernahm erneut Helmut Haenel die Leitung des Instituts.

## Nachfolgeeinrichtung
Als Nachfolgeeinrichtung des Zentralinstituts für Ernährung entstand 1992 das zur Leibniz-Gemeinschaft gehörende Deutsche Institut für Ernährungsforschung.